# 叡山空中ケーブル
叡山空中ケーブル（えいざんくうちゅうケーブル）は、かつて京都府愛宕郡八瀬村（現・京都市左京区八瀬）に存在した京都電燈・京福電気鉄道の索道（ロープウェイ）。

## 概要
延暦寺への参詣者を輸送するため、1928年（昭和3年）10月21日に、高祖谷駅と延暦寺駅間の600メートルが開業した。高祖谷駅で鋼索線の四明ヶ嶽駅（現在の叡山ケーブル ケーブル比叡駅）と乗り継ぎができた。
1942年（昭和17年）3月2日、京福電気鉄道（京福電鉄）に事業譲渡された。第二次大戦期の1944年（昭和19年）1月10日に廃止された。1956年（昭和31年）7月5日、京福電鉄により叡山架空索道（叡山ロープウェイ）が開業した。
現況は、高祖谷駅と延暦寺駅の鉄筋コンクリート構造物の一部が山中に残存している。